# Christopher Schindler
Christopher Schindler, né le 29 avril 1990 à Munich en Allemagne, est un footballeur allemand. Il évolue au poste de défenseur central.

## Carrière
Né à Munich, Christopher Schindler est formé par l'un des clubs de sa ville natale, le 1860 Munich, où il fait ses débuts professionnels.
Christopher Schindler rejoint en juin 2016 le club anglais de Huddersfield Town, en Championship.
Le 29 mai 2017, il inscrit le penalty decisif lors de la finale des play-offs d'accession à la Premier League face à Reading ce qui permet à son club de retrouver l'élite du football anglais, 45 ans après l'avoir quittée. Le 24 juillet 2017 il prolonge son contrat de trois ans avec Huddersfield.
Depuis le début de la saison 2017-2018, à la suite de la retraite de l'ancien capitaine, Mark Hudson, Christopher devient le capitaine des Terriers.

## Statistiques
| Saison                | Club                  | Championnat           | Championnat | Championnat | Coupe(s) nationale(s) | Coupe(s) nationale(s) | Total | Total |
| Saison                | Club                  | Division              | M.          | B.          | M.                    | B.                    | M.    | B.    |
| 2010-2011             | 1860 Munich           | 2. Bundesliga         | 16          | 1           | 0                     | 0                     | 16    | 1     |
| 2011-2012             | 1860 Munich           | 2. Bundesliga         | 30          | 1           | 2                     | 0                     | 32    | 1     |
| 2012-2013             | 1860 Munich           | 2. Bundesliga         | 18          | 0           | 3                     | 0                     | 21    | 0     |
| 2013-2014             | 1860 Munich           | 2. Bundesliga         | 27          | 0           | 2                     | 0                     | 29    | 0     |
| 2014-2015             | 1860 Munich           | 2. Bundesliga         | 29          | 1           | 4                     | 0                     | 33    | 1     |
| 2015-2016             | 1860 Munich           | 2. Bundesliga         | 33          | 1           | 3                     | 0                     | 36    | 1     |
| Total sur la carrière | Total sur la carrière | Total sur la carrière | 153         | 4           | 14                    | 0                     | 167   | 4     |